# Thrixspermum complanatum
Thrixspermum complanatum är en orkidéart som först beskrevs av J.König, och fick sitt nu gällande namn av Rudolf Schlechter. Thrixspermum complanatum ingår i släktet Thrixspermum och familjen orkidéer. Inga underarter finns listade i Catalogue of Life.